# Harutaeographa caerulea
Harutaeographa caerulea là một loài bướm đêm trong họ Noctuidae.